# Dwars door Vlaanderen femminile 2023
La Dwars door Vlaanderen femminile 2023, undicesima edizione della corsa, valevole come terza prova dell'UCI Women's ProSeries 2023 (classe 1.Pro), si svolse il 29 marzo 2023 su un percorso di 114,9 km, con partenza e arrivo a Waregem, in Belgio. La vittoria fu appannaggio della neerlandese Demi Vollering, la quale completò il percorso in 2h53'04" alla media di 39,834 km/h, precedendo l'italiana Chiara Consonni e la connazionale Marianne Vos.
Sul traguardo di Waregem 107 corritrici, delle 140 partite, portarono a termine la gara.

## Squadre partecipanti
| N.      | Cod. | Squadra                |
| ------- | ---- | ---------------------- |
| 1-6     | UAD  | UAE Team ADQ           |
| 11-16   | SDW  | Team SD Worx           |
| 21-26   | JVW  | Team Jumbo-Visma       |
| 31-36   | FSF  | FDJ-Suez               |
| 41-46   | TFS  | Trek-Segafredo         |
| 51-56   | MOV  | Movistar Team          |
| 61-66   | BEX  | Team Jayco AlUla       |
| 71-76   | TIB  | EF Education-Tibco-SVB |
| 81-86   | DSM  | Team DSM               |
| 91-96   | PLP  | Fenix-Deceuninck       |
| 101-106 | LIV  | Liv Racing TeqFind     |
| 111-116 | UXT  | Uno-X Pro Cycling Team |

| N.      | Cod. | Squadra                         |
| ------- | ---- | ------------------------------- |
| 121-126 | HPW  | Human Powered Health            |
| 131-136 | CGS  | Israel Premier Tech Roland      |
| 141-146 | AGS  | AG Insurance-Soudal Quick-Step  |
| 151-156 | WNT  | Ceratizit-WNT Pro Cycling Team  |
| 161-166 | LDL  | Lotto Dstny Ladies              |
| 171-176 | COF  | Cofidis Women Team              |
| 181-186 | PHV  | Parkhotel Valkenburg            |
| 191-196 | DRP  | Lifeplus Wahoo                  |
| 201-206 | ZAF  | Zaaf Cycling Team               |
| 211-216 | HPU  | Team Coop-Hitec Products        |
| 221-226 | PRO  | Proximus-Alphamotorhomes-D.     |
| 231-236 | DCH  | Duolar-Chevalmeire Cycling Team |

## Ordine d'arrivo (Top 10)
| Pos. | Corridore          | Squadra   | Tempo    |
| ---- | ------------------ | --------- | -------- |
| 1    | Demi Vollering     | SD Worx   | 2h53'04" |
| 2    | Chiara Consonni    | UAE       | a 38"    |
| 3    | Marianne Vos       | Jumbo     | s.t.     |
| 4    | Vittoria Guazzini  | FDJ       | s.t.     |
| 5    | R. Roseman-Gannon  | Jayco     | s.t.     |
| 6    | Floortje Mackaij   | Movistar  | s.t.     |
| 7    | Marlen Reusser     | SD Worx   | s.t.     |
| 8    | Liane Lippert      | Movistar  | s.t.     |
| 9    | Shirin van Anrooij | Trek      | s.t.     |
| 10   | Ashleigh Moolman   | AG-Soudal | s.t.     |